# جسر ديالى
جسر ديالى هي ناحية في قضاء المدائن بجنوب شرق محافظة بغداد عند مُلتقى نهر ديالى ونهر دجلة وسط العراق. تبعد عن مركز بغداد حوالي 17 كيلو متراً. كان عدد سكانها حوالي 157 الف نسمة عام 2014. استحدثت الناحية يوم 10 شباط سنة 1969م.
تشتهر المدينة ببساتينها الرائعة على ضفاف نهر ديالى والتي اتخدت منه اسمها، وهي من المدن الهادئة نسبياً إذ لم تشهد أي اقتتال طائفي الا في حالات محدودة.[بحاجة لمصدر]

## مقاطعات ناحية جسر ديالى
| الناحية ورقمها               | مساحتها | سكانها |
| (10) التويثة                 |         |        |
| (11) العريفية                |         |        |
| (12) ابو ثيلة                |         |        |
| (14) الصمدية                 |         |        |
| (15) جرف النداف              |         |        |
| (16) الكرغولية               |         |        |
| (17) الخفاجي                 |         |        |
| (18) العويجة                 |         |        |
| (19) ام العبيد ناحية المدائن |         |        |